# Rita Payés
Rita Payés, (Vilassar de Mar, 1999. szeptember 26. –) spanyol (katalán) énekesnő, gitáros, harsonás, billentyűs.

## Pályafutása
Rita Payés Roma katalán zenészcsaládban nőtt fel. Először zongorázni tanult, kilencéves korától harsonázni is. 2013-tól 2018-ig a Joan Chamorro vezényletével a Sant Andreu Jazz Bandben játszott, időnként Andrea Motisszal, Magalí Datzira-val és Eva Fernándezzel. Velük kezdett énekelni is.
Chamorro 2014 óta több albumán is szerepelt. 16 évesen kiadta debütáló albumát „Joan Chamorro Presents Rita Payést Chamorro” címmel, amelyen olyan vendégek is szerepeltek, mint Scott Hamilton, Dick Oatts, Scott Robinson, Toni Belenguer és Jo Krause.
Fesztiválokon lépett fel Spanyolországban, Franciaországban, Svájcban, Olaszországban, Marokkóban, Svédországban, Görögországban és másutt.
Felvette a „My Ideal” és az „In New York” című albumokat 2019-ben. Édesanyjával, a klasszikus gitáros Elisabeth Romával, és testvéreivel, Eudald Payés trombitással és Pere Payés gitárossal felvette az „Imagina” és a „Como la piel” című albumokat is. 2021-ben fellépett az INNTONES Jazz Fesztiválon, amelyet aztán az ORF közvetített. A „Como la piel” című albumát az amerikai NPR felvette 2021 legjobb latin zenei kiadványainak listájára. A 2022-es Radiotelevisión Española filmdíja átadása alkalmából Payés C. Tangana spanyol rapperrel énekelt. Ugyanebben az évben két koncertje volt Kölnben a WDR Big Banddel „The Spanish Trombone” címmel.
Az olyan dalokat, mint az „Algo contigo”, 52 millióan játszott le a Spotify-on; a „Nunca vas a comprender” videót pedig közel 7 millióan nézték meg a YouTube-on; Rita Payésnek havonta több mint 1,3 millió elérése van.

## Albumok
- Joan Chamorro presenta La Màgica de la Veu (2014)
- Joan Chamorro presenta Rita Payés (2015)
- Joan Chamorro & Rita Payés: Lua Amarela (2016)
- Toni Vaquer and the Voodoo Children Collective Volume 1 (2017)
- Ramiro Pinheiro: Sentido (2019)
- My Ideal (2019) + Scott Hamilton, Massimo Faraò, Nicola Barbon, Roberto „Bobo“ Facchinetti)
- In New York (2019) + Jerry Weldon, Massimo Faraò, Nicola Barbon, Louis Hayes, Jimmy Cobb
- Rita Payés & Elisabeth Roma Imagina (2019)
- Rita Payés, Elisabeth Roma: Como la piel (2021)

## Díjak
- Payés 2021: Alícia-díj egy új tehetségnek az Acadèmia Catalana de la Música-tól (Barcelona)